# Dollhouse (EP)
Dollhouse este un disc EP de debut al interpretei americane Melanie Martinez, publicat la data de 19 mai 2014 prin intermediul caselor de discuri Atlantic Records și Warner/Chappell. Discul a fost în principal produs și compus de către Kinetics & One Love.
Discul a fost anunțat la data de 7 aprilie, cu mai puțin de o lună înainte de lansare, în colaborare cu casele de discuri Atlantic Records și Warner/Chappell.

## Ordinea pieselor pe disc
| Nr. | Titlu                 | Textier(i)                                       | Durată | Note |
| --- | --------------------- | ------------------------------------------------ | ------ | ---- |
| 01. | „Dollhouse”           | Melanie Martinez, Jeremy Dussolliet, Tim Sommers | 3:52   | [A]  |
| 02. | „Carousel”            | Melanie Martinez, Jeremy Dussolliet, Tim Sommers | 3:50   | [A]  |
| 03. | „Dead to Me”          | Melanie Martinez, Jeremy Dussolliet, Tim Sommers | 3:30   | —    |
| 04. | „Bittersweet Tragedy” | Melanie Martinez, Daniel Omelio                  | 4:49   | —    |

Note
- A ^ Extras pe disc single.

## Clasamente
| Țară (clasament)                                         | Poziția maximă | Referință |
| -------------------------------------------------------- | -------------- | --------- |
| Statele Unite ale Americii (Top Heatseekers — Billboard) | 4              | [ 5 ]     |